# Jacob Kistemaker

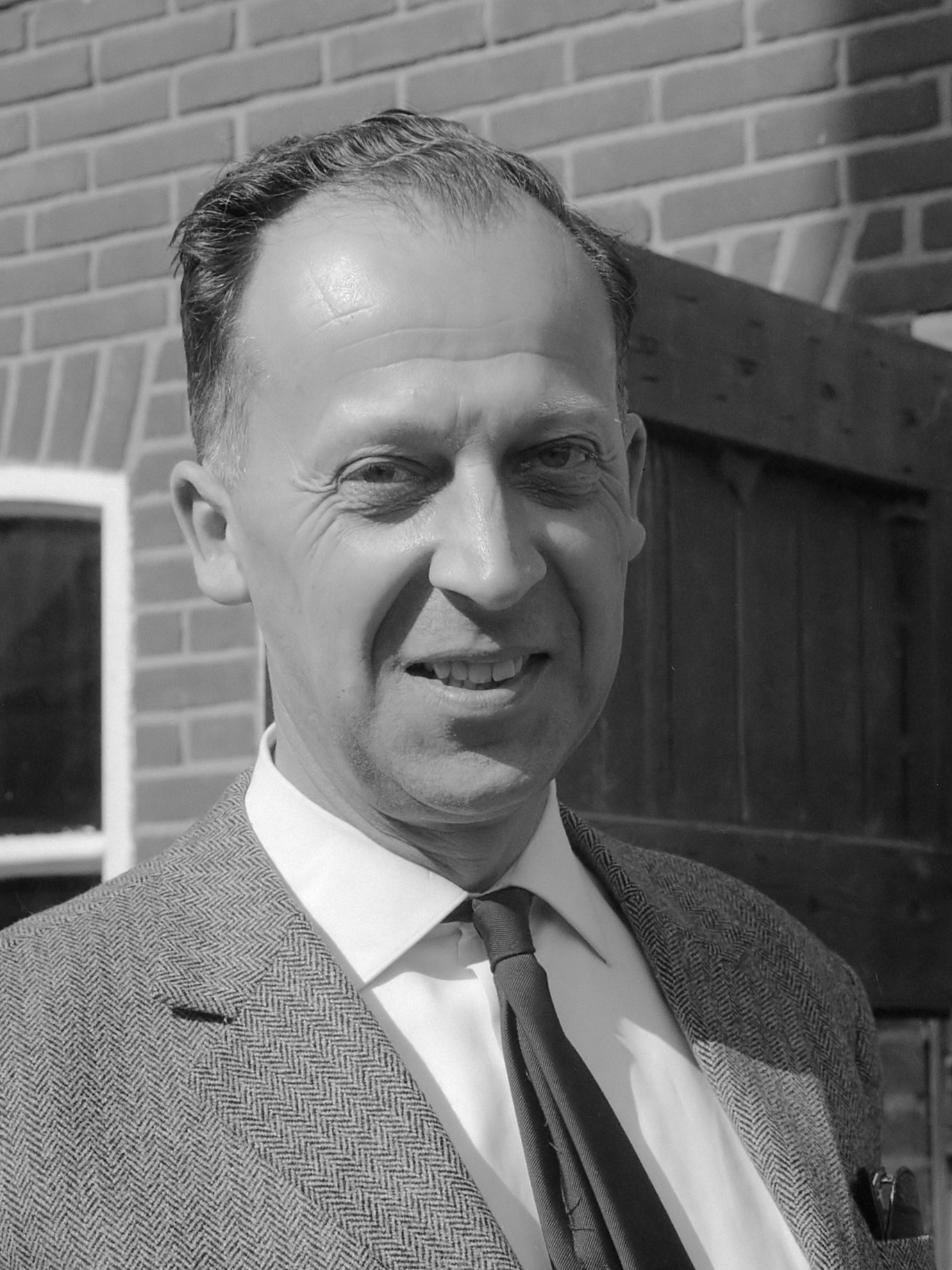
Jacob Kistemaker (1968)

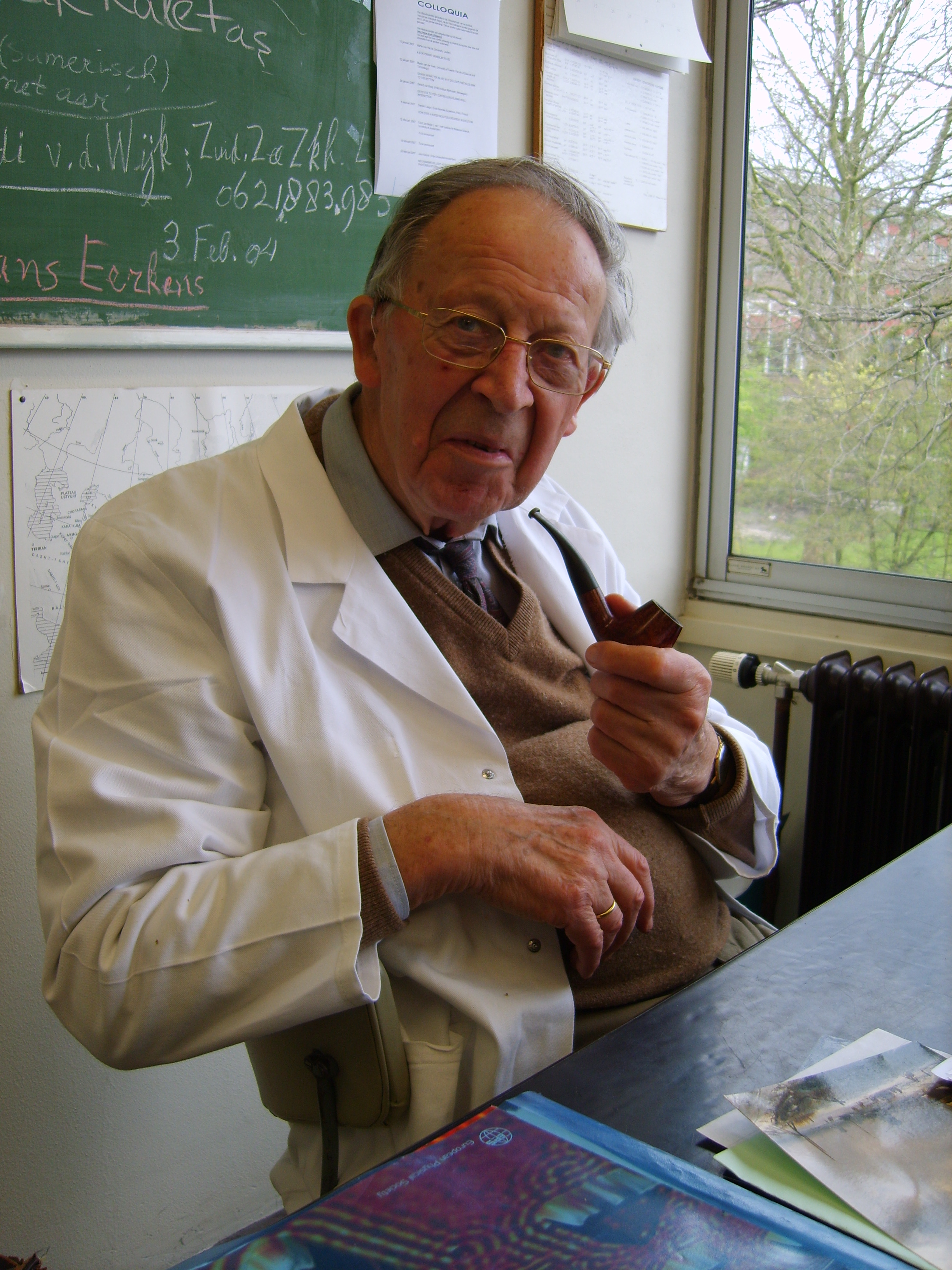
Jakob Kistemaker (2008)

Jacob „Jaap“ Kistemaker (* 23. April 1917 in Kolhorn, Gemeinde Hollands Kroon; † 28. Mai 2010 in Bilthoven) war ein niederländischer Hochschullehrer, Atomphysiker und gilt als Vater des niederländischen  Urananreicherungsprogramms.

## Biografie
Nach dem Schulbesuch begann er 1935 ein Studium der Mathematik und Naturwissenschaften an der Universität Leiden und war anschließend während des Zweiten Weltkriegs Wissenschaftlicher Assistent am Heike Kamerlingh Onnes-Laboratorium in Leiden. Im Mai 1945 begann er mit seiner Promotion zum Philosophiae Doctor (Ph.D.), die er am 21. November 1945 am Lehrstuhl von Hendrik Anthony Kramers mit einer Dissertation zum Thema Thermodynamische Eigenschaften von Helium in der Umgebung seines Lambdapunkts (Thermodynamische eigenschappen van helium in de omgeving van het lambda-punt) abschloss.
In den 1950er Jahren stand Kistemaker an der Spitze der Entwicklung der Trennung von Uranisotopen in den Niederlanden. Große Bekanntheit erreichte er zusammen mit Joop Los mit der Fortentwicklung der Ultrazentrifuge, die bereits in den 1920er Jahren von The Svedberg erfunden wurde. Durch die fortentwickelte Ultrazentrifuge und ihrer Technologie konnte Uran für den Gebrauch in der Kernkraftwerken produziert werden wie in der Uran-Anreicherungsanlage der Urenco in Almelo.
Darüber hinaus war er 1949 Gründer des Instituts für Atom- und Molekularphysik der Stiftung für Grundlagenerforschung der Materie (Stichting voor Fundamenteel Onderzoek der Materie) (FOM-Amolf), dessen Leiter er bis zu seiner Pensionierung 1982 er war. Am 1. Oktober 1955 erfolgte seine Ernennung zum besonderen Professor an der Universität Leiden, welche Professur er am 27. Januar 1956 mit der Rede De veelvoudigheit der atomkernen antrat und bis 1984 innehatte.
Darüber hinaus war er Konservator der Sammlung für Naturkunde des Teylers Museum in Haarlem.
Für seine wissenschaftlichen Verdienste wurde er Mitglied der Königlich-Niederländischen Akademie der Wissenschaften und der Königlichen Akademie der Wissenschaften und Schönen Künste von Belgien. Außerdem wurden ihm Ehrendoktortitel der Universität Lissabon, Universität Lüttich sowie der Maria-Curie-Skłodowska-Universität in Lublin verliehen.
Schließlich veröffentlichte er 1997 mit seinem Doktoranden Xiaochun Sun The Chinese sky during the Han: constellating stars and society.